# Afluent

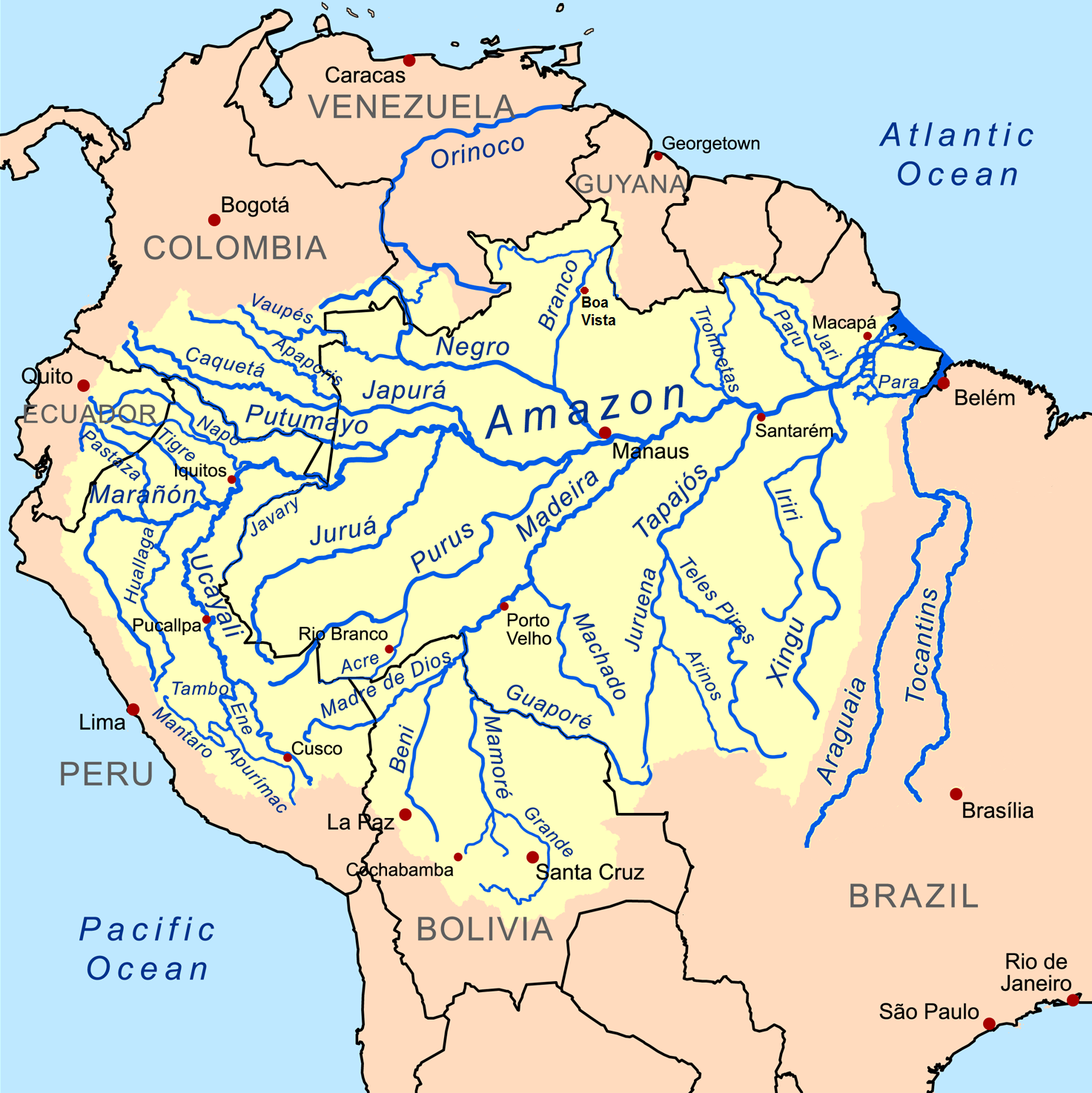
Afluenții Amazonului

Afluent (la plural afluenți) este numele dat unei ape curgătoare secundare (pârâu, râu), considerată în raport cu apa curgătoare mai mare în care se varsă (râu, fluviu) la punctul lor de confluență.